# Provincia de Tan-Tan
La provincia de Tan-Tan (en árabe: طانطان‎) es una de las provincias de Marruecos, parte de la región de Guelmim-Río Noun. Su capital es Tan-Tan. Tiene una superficie de 17.295 km² y 70.146 habitantes censados en 2004.

## División administrativa
La provincia de Tan-Tan consta de 2 municipios y 5 comunas:

### Municipios
- El Uatia
- Tan-Tan (capital)

### Comunas
- Abitía
- Ben Jelil
- Chebeica
- Meseied
- Tilemson